# Avant que l'ombre... (Live)
Avant que l'ombre... (Live) è il primo singolo dell'album Avant que l'ombre... À Bercy, della cantante francese Mylène Farmer pubblicato il 26 novembre 2006.
Il singolo ha venduto circa 40 000 copie e raggiunto la 10ª posizione della classifica francese dei singoli.

## Versioni ufficiali
1. Avant que l'ombre...(Live Single Version) (Single Version) (3:56)
2. Avant que l'ombre...(Live) (Live Version) (7:26)